# Fotografiska filter

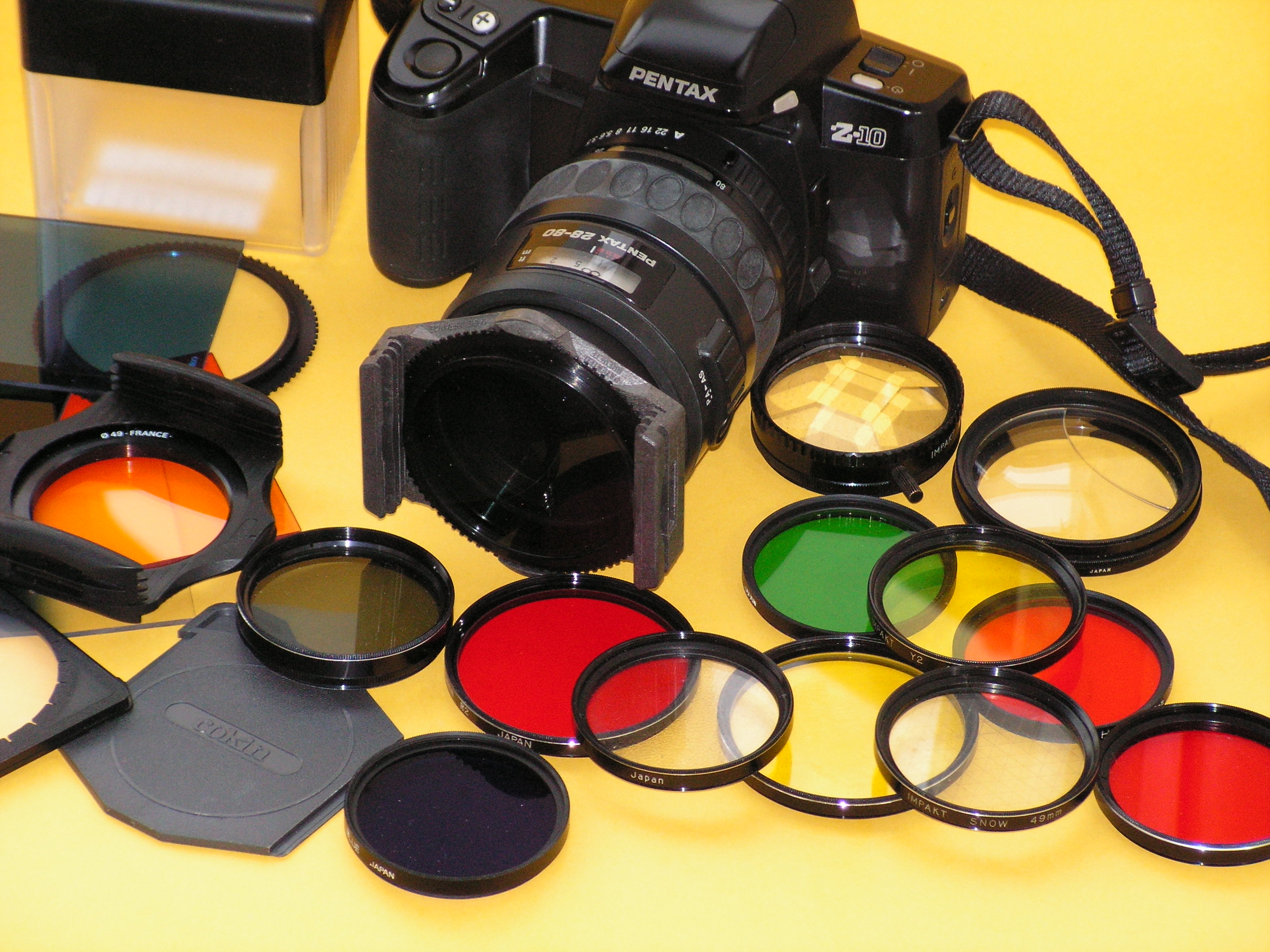
Här syns några filtersystem i ett stilleben. På kameran sitter ett polarisationsfilter.

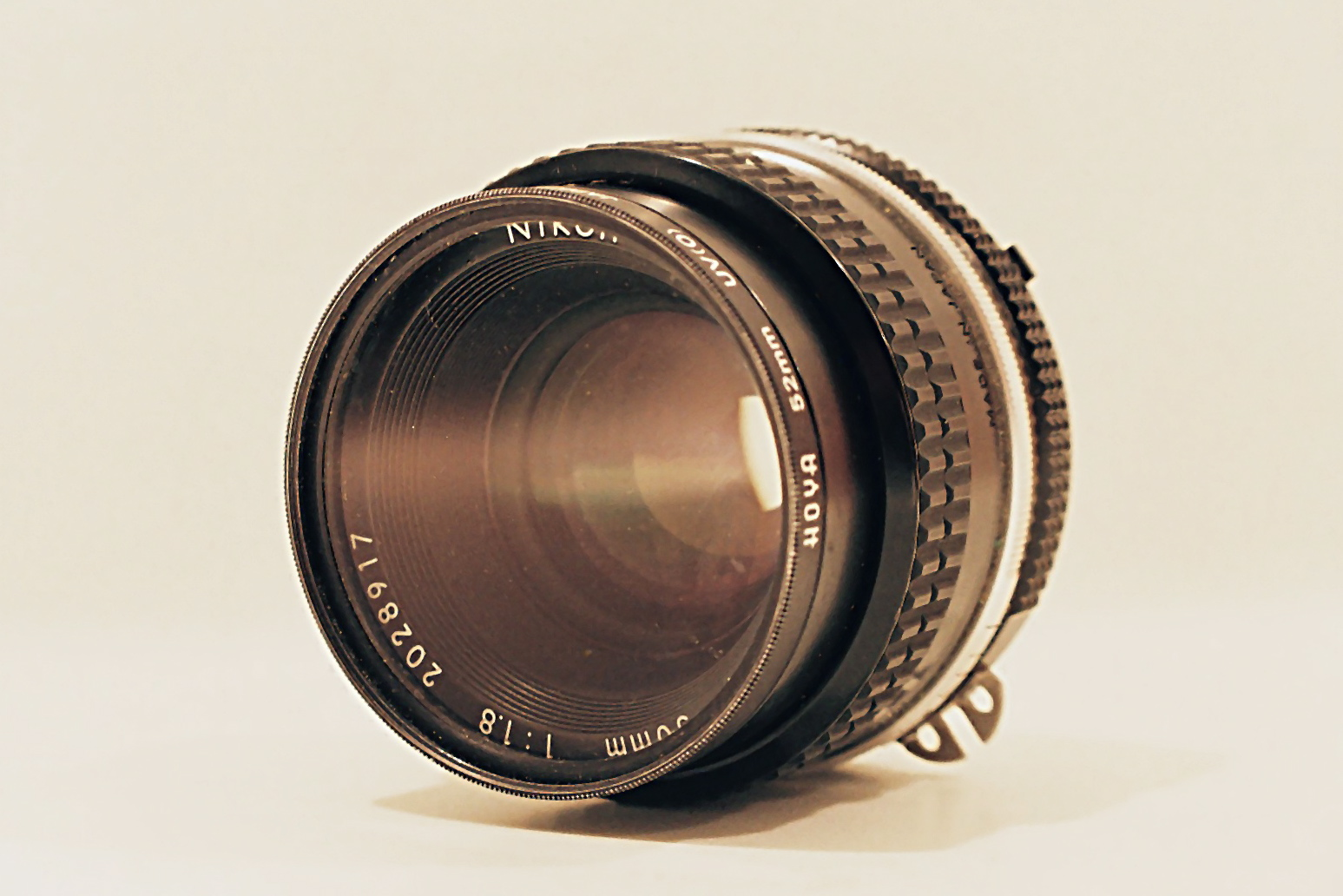
UV-filter från Hoya monterat på ett 50mm-objektiv från Nikon.

Fotografiska filter är en fotografisk filterteknik hade sin storhetstid under den svartvita eran då filtren användes främst vid landskapsfotografering. Många fotografer sågs gå omkring med "gulskiva" vilket är ett gulfilter Y2 som framhäver moln.  Gammal svensk journalfilm visar att fotograferna hade en ypperlig känsla för hur olika filter skulle användas.
En gemensam definition för filter är de som används av Kodaks wrattens gelatinfilter. Nu fungerar gelatinfilter mindre bra utomhus, men andra aktörer finns också. Vanliga småbildskameror använde UV-filter eller skylightfilter för att ta bort störande UV-strålning. Den moderna digitalkameran behöver inget sådant, även om många ändå använder det för att skydda frontlinsen på objektivet.
Wrattens gelatinfilter är en omfattande serie prisbilliga gelatinfilter avsedda för fotografering.
Filtren saluförs i fotohandeln. Då dessa färgfilter är gjutna av gelatin måste de handskas med försiktighet utomhus. Wratten-filtrens färgkurvor finns i en katalog från Kodak där typbeteckningarna blivit de facto standard för andra filtertillverkare.
Vid filtrering i förstoringsapparat används inbyggda filter eller acetatfilter som läggs i förstoringsapparatens filterlåda. Dessa köpes i hela satser och där anges tätheten i CC. Filtren levereras i komplementfärger gult, magenta och cyan. Filtrenas tätheter kan pusslas ihop så att i princip alla filterfärger kan erhållas 05 CC steg.

## Exempel på filter
Man brukar skilja på arbetsfilter som syftar till att göra bilderna så naturtrogna som möjligt och specialfilter som i stället används för att skapa specialeffekter.

### Arbetsfilter
- UV-filter filtrerar bort ultraviolett strålning. Det används för att motverka blåstick i färgfilm. Digitalkameror är inte UV-känsliga och filtret har då ingen effekt, men det kan ändå användas för att skydda linsen.[1]
- Skylight-filter filtrerar även det bort UV-strålning, men ger också en svagt rosa ton som framhäver hudtoner.[2][3] Vid digitalfotografering kan samma effekt uppnås med anpassad färgprofil.
- Polarisationsfilter reducerar störande reflexer. Polarisationsfilter har en orientering och är därför vridbara. Maximal effekt fås om filtret vrids så att gittret är parallellt mot den yta som reflekterar. Planpolariserande filter fungerar bra på enklare kameror, men kameror med Pentaprisma kräver cirkulärpolariserande filter för att fungera.[4]
- Gul-orange-röd-filter används vid svartvit fotografering för att blå färger ska framstå som mörkare. Gult filter har svagast effekt och rött filter starkast.[5]
- Gråfilter (ND-filter från Neutral Density) minskar ljusinsläppet i kameran. Det används när man medvetet vill förlänga exponeringstiden för att få mer rörelseoskärpa i t.ex. rinnande vatten.[6] Det finns även halvtonade gråfilter som används för att minska kontrastskillnaden mellan himmel och mark.[7]
- Färgbalansfilter används vanligen för att korrigera vitbalansen då man fotar med dagsljusfilm inomhus och med konstljusfilm utomhus. Det finns även färgbalansfilter för mer speciella ändamål som t.ex. gröna filter för att framhäva grönska.

### Specialfilter
- Stjärnfilter används för att framhäva ljuskällor och glitter i bilden. Stjärnfilter har ett symmetriskt mönster av ”repor” som gör att ljuset diffuseras i ett antal riktningar. Vanligast är 4x-filter med vinkelrät rutmönster som ger fyruddiga stjärnor, men det finns även 6x- och 8x-filter.[8][9]
- IR-filter släpper bara igenom infraröd strålning och blockerar helt synligt ljus. Vanlig film är relativt okänslig för infrarött ljus vilket ger extremt lång exponeringstid. IR-känslig film ger kortare slutartid, men måste förvaras kallt både före och efter exponering. Andra nackdelar med IR-filter är att bilden i sökaren blir väldigt mörk, bland helt svart, och att vitbalans och färger blir konstgjorda.[10] Ett IR-filter på en vanlig kamera är inte jämförbart med en värmekamera som är betydligt känsligare och dessutom kan uppfånga infraröd strålning med mycket längre våglängder.
- Softfilter sänker kontrasten och ger drömska bilder. De har ibland ett klart fält i mitten och tilltagande diffusion mot kanterna. Anpassade softfilter kan göras genom att smeta vaselin på ett UV-filter.[5]
- FLD-filter är lilafärgade filter avsedda att mjuka upp bilder tagna i lysrörsljus, men de kan även användas för att göra bilder av soluppgångar och solnedgångar mer dramatiska.[11]
- Prismafilter ger flera upplagor av samma bild på samma bildruta.
- Bifokalfilter har en planslipad del och en del som fungerar som makrolins. Det gör att man kan få skärpa på både bakgrunden och på ett föremål extremt nära.[5]